# Gromth
A Gromth egy norvég zenei együttes.

## Története
Grimd alapította az 1990-es évek elején. 2003-ban csatlakozott hozzá Khold, és 2000-ben megalakult a Gromth, ideiglenes formációin Ole Karlsen (ének), Tjodalv (dob) társaságában. Meglepetés volt mindenkinek Ole' komor hangja, mivel azelőtt még egy zenekarban sem énekelt. Tjodalv a Dimmu Borgirban kezdte pályafutását. A Silenoz és Shagrath tagja volt a kilencvenes évek elején. 1999-ben kilépett Dimmu Borgir és átigazolt a Susperia együttesbe Cyrusszal. A Gromth mellett a Black Comedynek is tagja volt. A Gromth 2006-2008 között elkészítette az első albumát, de egy szerencsétlen baleset folytán Grimd házi stúdiójában véletlenül törölte a hanganyagot. Egy kis törés után a zenekar újra összeállt és új stílust céloztak meg. 2010-ben csatlakozott a zenekarhoz Andre, így a Gromth billentyűssel kibővülve elkészíthette az első albumot. Két évig dolgoztak a The Immortal albumon, és 2011-ben be is fejezték.

## Tagok
| Név                           | poszt                          | exzenekar                                                                |
| ----------------------------- | ------------------------------ | ------------------------------------------------------------------------ |
| Tjodalv (Ian Kenneth Åkesson) | dob                            | Dimmu Borgir, Old Man’s Child, Susperia, Silenoz, Shagrath, Black Comedy |
| Grimd                         | gitár, basszusgitár, billentyű | Fenriz, Darkthrone, Khold, Sarke, Tulus, Khold                           |
| Andre Aaslié                  | billentyű                      | -                                                                        |
| Ole Karlsen                   | ének                           | -                                                                        |

## Album

### The Immortal (2011)
- Rise Destroyer – 04:15
- Unknown - 01:41
- Remember – 05:15
- Killing – 04:18
- Enemy – 06:53
- Philosopher – 05:54
- The Immortal – 11:18
- My Mind – 01:09
- The Everlasting God – 04:32
- Explosive Power – 02:17
- I Destroy, Therefore I Am – 05:24
- I Leave The Dead Behind... – 01:01
- Death Eternal – 03:21
- The Destruction Of All That Is, That Was, And That Ever Could Be – 03:45
- Finale – Destroyer Of Worlds – 02:03
- Extinction - 02:54
- Tjodalv - dob
- Grimd - gitár, basszusgitár, szintetizátor
- Ole Karlsen - ének
- Andre Aaslie - szintetizátor